# Il ne rentre pas ce soir
Singles de Eddy Mitchell
Au camp du bonheur
(1978) Ne changeons rien
(1979)
Il ne rentre pas ce soir  est une chanson écrite et interprétée par le chanteur français Eddy Mitchell, sur une composition de Pierre Papadiamandis. Enregistrée à Nashville, elle figure sur l'album Après minuit en 1978, avant de sortir en single en décembre. 
L'illustration sur la pochette du 45 tours est identique à celle de l'album.
« Tube énorme et mérité, Il ne rentre pas ce soir deviendra un incontournable des concerts d'Eddy Mitchell, très courte et simple mais magnifique ».
Eddy enregistre à nouveau la chanson, en duo avec Maxime Le Forestier, pour l'album La Même Tribu, volume 2 en 2018.

## Les paroles
La chanson aborde le thème du chômage. Elle raconte la descente aux enfers d'un cadre supérieur soudain licencié de son entreprise. Lorsqu'elle sort sur les ondes en 1978, après le premier choc pétrolier de 1973, le plein emploi laisse la place au chômage de masse. C'est une situation relativement nouvelle pour les Français. C'est pourquoi elle est vécue comme un drame personnel. 
« Une multinationale

S'est offert notre société

Vous êtes dépassé

Et, du fait, vous êtes remercié »
Lorsqu'it écrit ces paroles, Barclay, la maison de disque du chanteur, a de gros soucis financiers et vient d'être rachetée par Philips. Elle doit, elle aussi, licencier du personnel.

## Discographie
Album 33 tours
- 17 octobre 1978 : Barclay 960.011 : Après Minuit

45 tours
- 2 décembre 1978 : Barclay 620.531 : Il ne rentre pas ce soir / Le parking maudit[1]

Albums live
- 1981 : 20 ans : Eddy Mitchell Olympia
- 1984 : Palais des sports 84
- 1990 : Eddy Mitchell au Casino de Paris
- 1994 : Retrouvons notre héros Eddy Mitchell à Bercy
- 1995 : Show 94 au Zénith
- 1997 : Mr Eddy à Bercy 97
- 2001 : Live 2000
- 2007 : Jambalaya Tour
- 2004 : Frenchy Tour
- 2011 : Ma dernière séance
- 2016 : Big Band Palais des Sports 2016

Compilations
- 1995 : Tout Eddy
- 2002 : Collection (de 1964 à 2001)
- 2003 : Le Best Of
- 2007 : Les 50 plus belles chansons
- 2014 : Les Vieilles Canailles
- 2018 : Les 100 plus belles chansons

## Postérité
La chanson est reprise par Niki Demiller à la Fête de l'Humanité en 2020 et par Clara Luciani en 2022 dans l'émission télévisée La fête de la chanson française.
Il ne rentre pas ce soir figure en 2008 dans le film Stella réalisé par Sylvie Verheyde, avec Couleur menthe à l'eau et Je vous dérange ? d'Eddy Mitchell.